# Großer Preis von São Paulo 2023
Der Große Preis von São Paulo 2023 (offiziell Formula 1 Rolex Grande Prêmio De São Paulo 2023) fand am 5. November auf dem Autódromo José Carlos Pace in São Paulo statt und war das 20. Rennen der Formel-1-Weltmeisterschaft 2023.

## Bericht

### Hintergrund
Seit dem Großen Preis von Katar stand Max Verstappen als Weltmeister fest, nach dem Großen Preis von Mexiko führte dieser in der Fahrerwertung mit 251 Punkten vor Sergio Pérez und mit 271 Punkten vor Lewis Hamilton. In der Konstrukteurswertung stand Red Bull Racing seit dem Großen Preis von Japan als Konstrukteursmeister fest, hier führte das Team nach dem Großen Preis von Mexiko mit 360 Punkten vor Mercedes und mit 382 Punkten vor Ferrari.
Pirelli stellte den Fahrern die Reifenmischungen C2 Hard (weiß), C3 Medium (gelb) und C4 Soft (rot) sowie Cinturato Intermediates (grün) und Cinturato Full-Wets (blau) für nasse Bedingungen zur Verfügung.
Im Rahmen des Grand Prix wurde der sechste und letzte Sprint des Jahres ausgetragen.
Vor dem Rennwochenende wurde von der FIA untersagt, unnötig langsam auf der sogenannten „Fast Lane“ der Boxengasse zu fahren oder gar anzuhalten. Seit einigen Rennen kam es immer wieder vor, dass Fahrer im Qualifying den Boxenausgang blockierten und so mehrere Untersuchungen notwendig waren.
Logan Sargeant (sechs), Lance Stroll, Pérez (jeweils fünf), Hamilton (vier), Nico Hülkenberg, Yuki Tsunoda (jeweils drei), George Russell, Verstappen, Carlos Sainz jr., Lando Norris, Fernando Alonso, Daniel Ricciardo, Valtteri Bottas und Zhou Guanyu (jeweils zwei) gingen mit Strafpunkten ins Wochenende.
Stroll fuhr zum 100. Mal für Racing Point/Aston Martin.
Mit Hamilton und Russell (jeweils einmal) traten alle ehemalige Sieger zu diesem Grand Prix an. Hamilton (zweimal) und Verstappen (einmal) konnten zusätzlich Große Preise von Brasilien gewinnen, welche ebenfalls auf dem Autódromo José Carlos Pace ausgetragen wurden.
Als Rennkommissare für dieses Rennwochenende fungierten Gerd Ennser (DEU), Loïc Bacquelaine (BEL), Vitantonio Liuzzi (ITA) und Luciano Burti (BRA).

### Training
Im einzigen freien Training erzielte Sainz jr. mit 1:11,712 Minuten die Bestzeit vor Charles Leclerc und Russell.

### Qualifying
Das Qualifying für das Rennen wurde bereits am Freitag absolviert. Es wurde um 15 Minuten aufgrund der Reinigungsarbeiten auf der Strecke nach der brasilianischen Porsche Cup-Serie verzögert.
Das Qualifying bestand aus drei Teilen mit einer Nettolaufzeit von 45 Minuten. Im ersten Qualifying-Segment (Q1) hatten die Fahrer 18 Minuten Zeit, um sich für das Rennen zu qualifizieren. Alle Fahrer, die im ersten Abschnitt eine Zeit erzielten, die maximal 107 Prozent der schnellsten Rundenzeit betrug, qualifizierten sich für den Grand Prix. Die besten 15 Fahrer erreichten den nächsten Qualifikationsabschnitt. Russell war Schnellster. Beide AlphaTauri-, beide Alfa Romeo-Piloten sowie Sargeant schieden aus.
Der zweite Abschnitt (Q2) dauerte 15 Minuten. Die schnellsten zehn Piloten qualifizierten sich für den dritten Teil des Qualifyings. Norris war Schnellster. Beide Haas-, beide Alpine-Piloten sowie Alexander Albon schieden aus.
Der letzte Abschnitt (Q3) hätte über eine Zeit von zwölf Minuten gehen sollen, in denen die ersten zehn Startpositionen vergeben wurden. Verstappen erzielte mit einer Zeit von 1:10,727 Minuten die Bestzeit vor Leclerc und Stroll. Für Stroll war dies das beste Qualifyingresultat seit dem Großen Preis der Türkei 2020, als er seine erste Pole-Position erzielte.
Der Abschnitt wurde nach 7 Minuten und 41 Sekunden auf Grund einsetzenden Sturms mit der roten Flagge unterbrochen. Die Rennleitung meldete kurz darauf, dass die Session nicht fortgesetzt würde, womit das Endergebnis des Qualifyings umgehend feststand.
Nach dem Qualifying wurden Russell, Gasly und Ocon jeweils um zwei Startpositionen zurückversetzt, da sie andere Fahrer am Ausgang der Boxengasse aufgehalten hatten.

### Sprint-Shootout
Der Shootout für den Sprint fand am Samstag statt. In SQ1 und SQ2 waren die Mediums vorgeschrieben, im dritten Teil mussten die Piloten dann mit den Soft fahren.
Der Shootout bestand wie schon das Qualifying aus drei Teilen mit einer Nettolaufzeit von 30 Minuten. Im ersten Segment (SQ1) hatten die Fahrer 12 Minuten Zeit, um sich für den Sprint zu qualifizieren. Die besten 15 Fahrer erreichten den nächsten Abschnitt. Sainz jr. war Schnellster. Ocon, Stroll, Zhou und die beiden Williams-Fahrer schieden aus.
Der zweite Abschnitt (SQ2) dauerte 10 Minuten. Die schnellsten zehn Piloten qualifizierten sich für den letzten Teil des Shootouts (SQ3). Norris war Schnellster. Die beiden Haas-Fahrer, Gasly, Bottas und Alonso schieden aus.
Der letzte Abschnitt (SQ3) ging über eine Zeit von acht Minuten. Norris sicherte sich mit einer Zeit von 1:10,622 Minuten die Bestzeit vor Verstappen und Pérez.

### Sprint
Verstappen gewann den Sprint, welcher über 24 Runden ging, vor Norris und Pérez.

### Rennen
In der Einführungsrunde verlor Leclerc auf Platz zwei liegend seinen Ferrari wegen Hydraulikproblemen und rutschte in die Mauer. Am Rennen konnte er daher nicht teilnehmen und sein Startplatz beim ersten Start blieb leer.

#### Erster Start
Beim Start kamen die beiden Aston Martin Alonso und Stroll schlecht weg, sodass Norris und Hamilton die beiden direkt überholen konnten. Verstappen blieb vorne und bog als erster in die erste Kurve ein. Im Mittelfeld kam es zu einer Kollision zwischen Magnussen, Hülkenberg und Albon, bei welcher Magnussen und Albon ausschieden. Aufgrund der Trümmer auf der Strecke und der beschädigten Barriere wurde zunächst das Safety-Car auf die Strecke geschickt, bevor das Rennen mit der roten Flagge abgebrochen wurde. Auch Ricciardo, dessen AlphaTauri von Albon´s Reifen am Heckflügel getroffen wurde und Piastri, ebenfalls mit Problemen am Heckflügel mussten zunächst aufgeben.

#### Zweiter Start
Das Rennen wurde um eine Runde verkürzt um 14.30 Uhr neu gestartet und es gab einen stehenden Start. Der McLaren von Piastri und der Wagen von Ricciardo konnten in der Pause repariert werden. Beide konnten wieder am Rennen teilnehmen, allerdings mit einer Runde Rückstand und aus der Boxengasse startend. Die Reihenfolge der Top Acht lautete nun Verstappen, Norris, Hamilton, Alonso, Stroll, Russell, Pérez und Sainz jr.
Verstappen kam erneut gut weg und konnte die Führung vor Norris behaupten. Dahinter konnte Alonso Hamilton für den dritten Platz überholen. In der Folge konnte sich Verstappen von Norris absetzen, welcher sich wiederum von Alonso absetzen konnte. Hamilton hatte wie bereits beim Sprint mit seinen Reifen zu kämpfen und wurde nacheinander von Pérez und Sainz jr. überholt.
Nach der ersten Boxenstopp-Phase blieben die Positionen unverändert. An der Spitze konnten sich Verstappen und Norris vom Rest des Feldes absetzen, während Pérez auf Alonso aufschloss und Hamilton weiter durchgereicht wurde.
In der 22. Runde musste Zhou seinen Alfa Romeo abstellen, Bottas folgte in der 39. Runde. In der 57. musste dann Russell seinen Mercedes abstellen, was ihn zum letzten Ausfall des Rennens machte.
Verstappen gewann schlussendlich das Rennen vor Norris und Alonso. Alonso und Pérez duellierten sich viele Runde lang um Platz 3. Pérez konnte Alonso 2 Runden vor Schluss dann überholen, allerdings konnte Alonso in der vorletzten Runde kontern und sich den dritten Platz zurückholen und verteidigen. Pérez kam 0,053 Sekunden nach Alonso ins Ziel und musste sich mit Platz 4 begnügen. Die restlichen Punkteplatzierungen belegten Stroll, Sainz jr., Gasly, Hamilton, Tsunoda und Ocon. Für Verstappen war es der 19. Podestplatz im 20. Rennen des Saison, womit er seinen eigenen Rekord aus dem Vorjahr brach. Außerdem war es sein insgesamt 52. Sieg in der Formel-1-Weltmeisterschaft, womit er Alain Prost überholte. Für Norris war es das 13. Podium, ohne einen Rennsieg erzielt zu haben, womit er mit dem Rekordhalter für die meisten Podien ohne Rennsieg, Nick Heidfeld, gleichzog.
Sowohl in der Fahrer- als auch in der Konstrukteurswertung blieben die ersten drei Positionen unverändert.

## Meldeliste
| Team                                  | Nr. | Fahrer           | Chassis                           | Motor                             | Reifen |
| ------------------------------------- | --- | ---------------- | --------------------------------- | --------------------------------- | ------ |
| Oracle Red Bull Racing                | 01  | Max Verstappen   | Red Bull Racing RB19              | Honda RBPTH001                    | P      |
| Oracle Red Bull Racing                | 11  | Sergio Pérez     | Red Bull Racing RB19              | Honda RBPTH001                    | P      |
| Scuderia Ferrari                      | 16  | Charles Leclerc  | Ferrari SF-23                     | Ferrari 066/10                    | P      |
| Scuderia Ferrari                      | 55  | Carlos Sainz jr. | Ferrari SF-23                     | Ferrari 066/10                    | P      |
| Mercedes-AMG Petronas F1 Team         | 63  | George Russell   | Mercedes-AMG F1 W14 E Performance | Mercedes-AMG F1 M14 E Performance | P      |
| Mercedes-AMG Petronas F1 Team         | 44  | Lewis Hamilton   | Mercedes-AMG F1 W14 E Performance | Mercedes-AMG F1 M14 E Performance | P      |
| BWT Alpine F1 Team                    | 31  | Esteban Ocon     | Alpine A523                       | Renault E-Tech RE23               | P      |
| BWT Alpine F1 Team                    | 10  | Pierre Gasly     | Alpine A523                       | Renault E-Tech RE23               | P      |
| McLaren F1 Team                       | 81  | Oscar Piastri    | McLaren MCL60                     | Mercedes-AMG F1 M14 E Performance | P      |
| McLaren F1 Team                       | 04  | Lando Norris     | McLaren MCL60                     | Mercedes-AMG F1 M14 E Performance | P      |
| Alfa Romeo F1 Team Stake              | 77  | Valtteri Bottas  | Alfa Romeo C43                    | Ferrari 066/10                    | P      |
| Alfa Romeo F1 Team Stake              | 24  | Zhou Guanyu      | Alfa Romeo C43                    | Ferrari 066/10                    | P      |
| Aston Martin Aramco Cognizant F1 Team | 18  | Lance Stroll     | Aston Martin AMR23                | Mercedes-AMG F1 M14 E Performance | P      |
| Aston Martin Aramco Cognizant F1 Team | 14  | Fernando Alonso  | Aston Martin AMR23                | Mercedes-AMG F1 M14 E Performance | P      |
| MoneyGram Haas F1 Team                | 20  | Kevin Magnussen  | Haas VF-23                        | Ferrari 066/10                    | P      |
| MoneyGram Haas F1 Team                | 27  | Nico Hülkenberg  | Haas VF-23                        | Ferrari 066/10                    | P      |
| Scuderia AlphaTauri                   | 03  | Daniel Ricciardo | AlphaTauri AT04                   | Honda RBPTH001                    | P      |
| Scuderia AlphaTauri                   | 22  | Yuki Tsunoda     | AlphaTauri AT04                   | Honda RBPTH001                    | P      |
| Williams Racing                       | 23  | Alexander Albon  | Williams FW45                     | Mercedes-AMG F1 M14 E Performance | P      |
| Williams Racing                       | 02  | Logan Sargeant   | Williams FW45                     | Mercedes-AMG F1 M14 E Performance | P      |

## Klassifikationen

### Qualifying
| Pos.                                                                      | Fahrer           | Konstrukteur                 | Q1       | Q2       | Q3         | Start |
| ------------------------------------------------------------------------- | ---------------- | ---------------------------- | -------- | -------- | ---------- | ----- |
| 01                                                                        | Max Verstappen   | Red Bull Racing-Honda RBPT   | 1:10,436 | 1:10,162 | 1:10,727   | 01    |
| 02                                                                        | Charles Leclerc  | Ferrari                      | 1:10,472 | 1:10,303 | 1:11,021   | 02    |
| 03                                                                        | Lance Stroll     | Aston Martin Aramco-Mercedes | 1:10,551 | 1:10,375 | 1:11,344   | 03    |
| 04                                                                        | Fernando Alonso  | Aston Martin Aramco-Mercedes | 1:10,557 | 1:10,237 | 1:11,387   | 04    |
| 05                                                                        | Lewis Hamilton   | Mercedes                     | 1:10,604 | 1:10,266 | 1:11,469   | 05    |
| 06                                                                        | George Russell   | Mercedes                     | 1:10,340 | 1:10,316 | 1:11,590   | 08    |
| 07                                                                        | Lando Norris     | McLaren-Mercedes             | 1:10,623 | 1:10,021 | 1:11,987   | 06    |
| 08                                                                        | Carlos Sainz jr. | Ferrari                      | 1:10,624 | 1:10,254 | 1:11,989   | 07    |
| 09                                                                        | Sergio Pérez     | Red Bull Racing-Honda RBPT   | 1:10,668 | 1:10,219 | 1:12,321   | 09    |
| 10                                                                        | Oscar Piastri    | McLaren-Mercedes             | 1:10,519 | 1:10,330 | keine Zeit | 10    |
| 11                                                                        | Nico Hülkenberg  | Haas-Ferrari                 | 1:10,475 | 1:10,547 | –          | 11    |
| 12                                                                        | Pierre Gasly     | Alpine-Renault               | 1:10,763 | 1:10,562 | –          | 14    |
| 13                                                                        | Esteban Ocon     | Alpine-Renault               | 1:10,793 | 1:10,567 | –          | 15    |
| 14                                                                        | Kevin Magnussen  | Haas-Ferrari                 | 1:10,602 | 1:10,723 | –          | 12    |
| 15                                                                        | Alexander Albon  | Williams-Mercedes            | 1:10,621 | 1:10,840 | –          | 13    |
| 16                                                                        | Yuki Tsunoda     | AlphaTauri-Honda RBPT        | 1:10,837 | –        | –          | 16    |
| 17                                                                        | Daniel Ricciardo | AlphaTauri-Honda RBPT        | 1:10,843 | –        | –          | 17    |
| 18                                                                        | Valtteri Bottas  | Alfa Romeo-Ferrari           | 1:10,955 | –        | –          | 18    |
| 19                                                                        | Logan Sargeant   | Williams-Mercedes            | 1:11,035 | –        | –          | 19    |
| 20                                                                        | Zhou Guanyu      | Alfa Romeo-Ferrari           | 1:11,275 | –        | –          | 20    |
| 107-Prozent-Zeit: 1:15,263 min (bezogen auf Q1-Bestzeit von 1:10,340 min) |                  |                              |          |          |            |       |

Anmerkungen
1. ↑  Russell wurde um zwei Startpositionen zurückversetzt, da er andere Fahrer am Ausgang der Boxengasse aufgehalten hatte.
2. ↑  Gasly wurde um zwei Startpositionen zurückversetzt, da er andere Fahrer am Ausgang der Boxengasse aufgehalten hatte.
3. ↑  Ocon wurde um zwei Startpositionen zurückversetzt, da er andere Fahrer am Ausgang der Boxengasse aufgehalten hatte.

### Sprint-Shootout
| Pos.                                                                      | Fahrer           | Konstrukteur                 | Q1       | Q2         | Q3       | Start |
| ------------------------------------------------------------------------- | ---------------- | ---------------------------- | -------- | ---------- | -------- | ----- |
| 01                                                                        | Lando Norris     | McLaren-Mercedes             | 1:11,824 | 1:11,221   | 1:10,622 | 01    |
| 02                                                                        | Max Verstappen   | Red Bull Racing-Honda RBPT   | 1:11,888 | 1:11,262   | 1:10,683 | 02    |
| 03                                                                        | Sergio Pérez     | Red Bull Racing-Honda RBPT   | 1:12,218 | 1:11,230   | 1:10,756 | 03    |
| 04                                                                        | George Russell   | Mercedes                     | 1:11,976 | 1:11,516   | 1:10,857 | 04    |
| 05                                                                        | Lewis Hamilton   | Mercedes                     | 1:11,870 | 1:11,476   | 1:10,940 | 05    |
| 06                                                                        | Yuki Tsunoda     | AlphaTauri-Honda RBPT        | 1:12,358 | 1:11,676   | 1:11,019 | 06    |
| 07                                                                        | Charles Leclerc  | Ferrari                      | 1:12,107 | 1:11,473   | 1:11.077 | 07    |
| 08                                                                        | Daniel Ricciardo | AlphaTauri-Honda RBPT        | 1:12,175 | 1:11,423   | 1:11,122 | 08    |
| 09                                                                        | Carlos Sainz jr. | Ferrari                      | 1:11,796 | 1:11,491   | 1:11,126 | 09    |
| 10                                                                        | Oscar Piastri    | McLaren-Mercedes             | 1:12,356 | 1:11,648   | 1:11,189 | 10    |
| 11                                                                        | Kevin Magnussen  | Haas-Ferrari                 | 1:12,058 | 1:11,727   | –        | 11    |
| 12                                                                        | Nico Hülkenberg  | Haas-Ferrari                 | 1:12,136 | 1:11,752   | –        | 12    |
| 13                                                                        | Pierre Gasly     | Alpine-Renault               | 1:12,229 | 1:11,822   | –        | 13    |
| 14                                                                        | Valtteri Bottas  | Alfa Romeo-Ferrari           | 1:12,303 | 1:11,872   | –        | 14    |
| 15                                                                        | Fernando Alonso  | Aston Martin Aramco-Mercedes | 1:12,224 | keine Zeit | –        | 15    |
| 16                                                                        | Esteban Ocon     | Alpine-Renault               | 1:12,388 | –          | –        | 16    |
| 17                                                                        | Lance Stroll     | Aston Martin Aramco-Mercedes | 1:12,482 | –          | –        | 17    |
| 18                                                                        | Zhou Guanyu      | Alfa Romeo-Ferrari           | 1:12,497 | –          | –        | 18    |
| 19                                                                        | Alexander Albon  | Williams-Mercedes            | 1:12,525 | –          | –        | 19    |
| 20                                                                        | Logan Sargeant   | Williams-Mercedes            | 1:12,615 | –          | –        | 20    |
| 107-Prozent-Zeit: 1:15,263 min (bezogen auf Q1-Bestzeit von 1:10,340 min) |                  |                              |          |            |          |       |

### Sprint
| Pos. | Fahrer           | Konstrukteur                 | Runden | Stopps | Zeit       | Start |
| ---- | ---------------- | ---------------------------- | ------ | ------ | ---------- | ----- |
| 01   | Max Verstappen   | Red Bull Racing-Honda RBPT   | 24     | 0      | 30:07,209  | 02    |
| 02   | Lando Norris     | McLaren-Mercedes             | 24     | 0      | + 4,287    | 01    |
| 03   | Sergio Pérez     | Red Bull Racing-Honda RBPT   | 24     | 0      | + 13,617   | 03    |
| 04   | George Russell   | Mercedes                     | 24     | 0      | + 25,879   | 04    |
| 05   | Charles Leclerc  | Ferrari                      | 24     | 0      | + 28,560   | 07    |
| 06   | Yuki Tsunoda     | AlphaTauri-Honda RBPT        | 24     | 0      | + 29,210   | 06    |
| 07   | Lewis Hamilton   | Mercedes                     | 24     | 0      | + 34,726   | 05    |
| 08   | Carlos Sainz jr. | Ferrari                      | 24     | 0      | + 35,106   | 09    |
| 09   | Daniel Ricciardo | AlphaTauri-Honda RBPT        | 24     | 0      | + 35,303   | 08    |
| 10   | Oscar Piastri    | McLaren-Mercedes             | 24     | 0      | + 38,219   | 10    |
| 11   | Fernando Alonso  | Aston Martin Aramco-Mercedes | 24     | 0      | + 39,061   | 15    |
| 12   | Lance Stroll     | Aston Martin Aramco-Mercedes | 24     | 0      | + 39,478   | 17    |
| 13   | Pierre Gasly     | Alpine-Renault               | 24     | 0      | + 40,421   | 13    |
| 14   | Esteban Ocon     | Alpine-Renault               | 24     | 0      | + 42,848   | 16    |
| 15   | Alexander Albon  | Williams-Mercedes            | 24     | 0      | + 43,394   | 19    |
| 16   | Kevin Magnussen  | Haas-Ferrari                 | 24     | 0      | + 56,507   | 11    |
| 17   | Zhou Guanyu      | Alfa Romeo-Ferrari           | 24     | 0      | + 58,723   | 18    |
| 18   | Nico Hülkenberg  | Haas-Ferrari                 | 24     | 0      | + 1:00,330 | 12    |
| 19   | Valtteri Bottas  | Alfa Romeo-Ferrari           | 24     | 0      | + 1:00,749 | 14    |
| 20   | Logan Sargeant   | Williams-Mercedes            | 24     | 0      | + 1:00,945 | 20    |

### Rennen
| Pos.                                                            | Fahrer           | Konstrukteur                 | Runden | Stopps | Zeit        | Start | Schnellste Rennrunde |
| --------------------------------------------------------------- | ---------------- | ---------------------------- | ------ | ------ | ----------- | ----- | -------------------- |
| 01                                                              | Max Verstappen   | Red Bull Racing-Honda RBPT   | 71     | 4      | 1:56:48,894 | 01    | 1:13,422 (61.)       |
| 02                                                              | Lando Norris     | McLaren-Mercedes             | 71     | 4      | + 8,277     | 06    | 1:12,486 (61.)       |
| 03                                                              | Fernando Alonso  | Aston Martin Aramco-Mercedes | 71     | 4      | + 34,155    | 04    | 1:14,442 (54.)       |
| 04                                                              | Sergio Pérez     | Red Bull Racing-Honda RBPT   | 71     | 4      | + 34,208    | 09    | 1:14,124 (55.)       |
| 05                                                              | Lance Stroll     | Aston Martin Aramco-Mercedes | 71     | 4      | + 40,845    | 03    | 1:14,007 (67.)       |
| 06                                                              | Carlos Sainz jr. | Ferrari                      | 71     | 4      | + 50,188    | 07    | 1:14,406 (59.)       |
| 07                                                              | Pierre Gasly     | Alpine-Renault               | 71     | 4      | + 56,093    | 15    | 1:14,521 (48.)       |
| 08                                                              | Lewis Hamilton   | Mercedes                     | 71     | 4      | + 1:02,859  | 05    | 1:14,739 (59.)       |
| 09                                                              | Yuki Tsunoda     | AlphaTauri-Honda RBPT        | 71     | 4      | + 1:09,880  | 16    | 1:14,231 (64.)       |
| 10                                                              | Esteban Ocon     | Alpine-Renault               | 70     | 5      | + 1 Runde   | 14    | 1:14,206 (53.)       |
| 11                                                              | Logan Sargeant   | Williams-Mercedes            | 70     | 4      | + 1 Runde   | 19    | 1:15,738 (51.)       |
| 12                                                              | Nico Hülkenberg  | Haas-Ferrari                 | 70     | 4      | + 1 Runde   | 11    | 1:15,036 (66.)       |
| 13                                                              | Daniel Ricciardo | AlphaTauri-Honda RBPT        | 70     | 4      | + 1 Runde   | 17    | 1:13,866 (68.)       |
| 14                                                              | Oscar Piastri    | McLaren-Mercedes             | 69     | 4      | + 2 Runden  | 10    | 1:14,310 (66.)       |
| –                                                               | George Russell   | Mercedes                     | 57     | 4      | DNF         | 08    | 1:14,934 (55.)       |
| –                                                               | Valtteri Bottas  | Alfa Romeo-Ferrari           | 39     | 3      | DNF         | 18    | 1:15,731 (20.)       |
| –                                                               | Zhou Guanyu      | Alfa Romeo-Ferrari           | 22     | 3      | DNF         | 20    | 1:16,232 (17.)       |
| –                                                               | Kevin Magnussen  | Haas-Ferrari                 | 0      | 0      | DNF         | 12    | –                    |
| –                                                               | Alexander Albon  | Williams-Mercedes            | 0      | 0      | DNF         | 13    | –                    |
| DNS                                                             | Charles Leclerc  | Ferrari                      | –      | –      | –           | 02    | –                    |
| Fahrer des Tages: Lando Norris (26,1 % der abgegebenen Stimmen) |                  |                              |        |        |             |       |                      |

## WM-Stände nach dem Rennen
Die ersten zehn des Rennens bekamen 25, 18, 15, 12, 10, 8, 6, 4, 2 bzw. 1 Punkt(e). Zusätzlich wurde ein Punkt für die schnellste Rennrunde vergeben, wenn der betreffende Fahrer unter den ersten Zehn ins Ziel kam. Die ersten acht des Sprintrennens bekamen 8, 7, 6, 5, 4, 3, 2 bzw. 1 Punkt(e).

### Fahrerwertung
| Pos. | Fahrer           | Konstrukteur                 | Punkte |
| ---- | ---------------- | ---------------------------- | ------ |
| 1    | Max Verstappen   | Red Bull Racing-Honda RBPT   | 524    |
| 2    | Sergio Pérez     | Red Bull Racing-Honda RBPT   | 258    |
| 3    | Lewis Hamilton   | Mercedes                     | 226    |
| 4    | Fernando Alonso  | Aston Martin Aramco-Mercedes | 198    |
| 5    | Lando Norris     | McLaren-Mercedes             | 195    |
| 6    | Carlos Sainz jr. | Ferrari                      | 192    |
| 7    | Charles Leclerc  | Ferrari                      | 170    |
| 8    | George Russell   | Mercedes                     | 156    |
| 9    | Oscar Piastri    | McLaren-Mercedes             | 87     |
| 10   | Lance Stroll     | Aston Martin Aramco-Mercedes | 63     |
| 11   | Pierre Gasly     | Alpine-Renault               | 62     |

| Pos. | Fahrer           | Konstrukteur          | Punkte |
| ---- | ---------------- | --------------------- | ------ |
| 12   | Esteban Ocon     | Alpine-Renault        | 46     |
| 13   | Alexander Albon  | Williams-Mercedes     | 27     |
| 14   | Yuki Tsunoda     | AlphaTauri-Honda RBPT | 13     |
| 15   | Valtteri Bottas  | Alfa Romeo-Ferrari    | 10     |
| 16   | Nico Hülkenberg  | Haas-Ferrari          | 9      |
| 17   | Daniel Ricciardo | AlphaTauri-Honda RBPT | 6      |
| 18   | Zhou Guanyu      | Alfa Romeo-Ferrari    | 6      |
| 19   | Kevin Magnussen  | Haas-Ferrari          | 3      |
| 20   | Liam Lawson      | AlphaTauri-Honda RBPT | 2      |
| 21   | Logan Sargeant   | Williams-Mercedes     | 1      |
| 22   | Nyck de Vries    | AlphaTauri-Honda RBPT | 0      |

### Konstrukteurswertung
| Pos. | Konstrukteur                 | Punkte |
| ---- | ---------------------------- | ------ |
| 01   | Red Bull Racing-Honda RBPT   | 782    |
| 02   | Mercedes                     | 382    |
| 03   | Ferrari                      | 362    |
| 04   | McLaren-Mercedes             | 282    |
| 05   | Aston Martin Aramco-Mercedes | 261    |

| Pos. | Konstrukteur          | Punkte |
| ---- | --------------------- | ------ |
| 06   | Alpine-Renault        | 108    |
| 07   | Williams-Mercedes     | 28     |
| 08   | AlphaTauri-Honda RBPT | 21     |
| 09   | Alfa Romeo-Ferrari    | 16     |
| 10   | Haas-Ferrari          | 12     |